# Montes Urais nos planos nazis

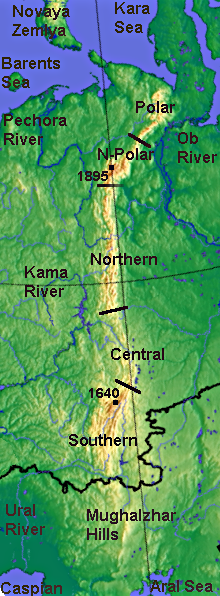
Mapa dos montes Urais

Os montes Urais desempenharam um papel importante no planeamento nazi. Adolf Hitler e o resto da liderança nazi alemã fizeram muitas referências a eles como um objectivo estratégico do Terceiro Reich, para seguir uma vitória decisiva, na Frente Oriental contra a União Soviética.

## Conceito geográfico
Os nazis rejeitaram a noção de que essas montanhas demarcavam a fronteira da Europa, pelo menos em um sentido cultural, se não geográfico. A propaganda nazi e os líderes nazis repetidamente rotularam a União Soviética como um "estado asiático" e igualaram os russos tanto aos hunos quanto aos mongóis, descrevendo-os como Untermenschen ("subumanos"). A mídia alemã retratou as campanhas alemãs no leste como necessárias para garantir a sobrevivência da cultura europeia contra essa "ameaça asiática". Em uma grande conferência em 16 de julho de 1941, onde os principais aspectos do domínio alemão nos territórios ocupados da Europa Oriental foram expostos, Hitler reforçou a ideia aos participantes (Martin Bormann, Hermann Göring, Alfred Rosenberg e Hans Lammers) que "a Europa de hoje não passava de um termo geográfico; na realidade, a Ásia estendia-se até às nossas fronteiras”.
Hitler também expressou a sua crença de que, nos tempos antigos, o conceito de "Europa" se limitava à ponta sul da península grega, e foi então "confundido" pela expansão das fronteiras do Império Romano. Ele afirmou que se a Alemanha ganhasse a guerra, a fronteira da Europa "se estenderia para o leste até a colónia alemã mais distante".
Em uma tentativa de influenciar a política nazi, o político fascista norueguês Vidkun Quisling produziu um memorando para os alemães - " Aide-mémoire sobre a questão russa" (Denkschrift über die russische Frage) - que expressou as suas próprias ideias sobre a "questão russa", que descreveu como "o principal problema da política mundial da actualidade". Ele defendeu o rio Dnieper como uma linha divisória geral entre a Europa Ocidental ("Germânia") e a Rússia. Isso exigiria a divisão da Ucrânia, mas ele argumentou que isso "poderia ser defendido de perspectivas geográficas e históricas".

## Planeamento de uma fronteira
Albert Speer relatou um episódio de 1941 em suas memórias do pós-guerra, em que observou as primeiras ideias de Hitler sobre os Urais. O Ministro das Relações Externas soviético, Vyacheslav Molotov, viajou a Berlim em meados de novembro de 1940 para discutir as relações germano-soviéticas com Hitler e Joachim von Ribbentrop . Já antes dessa reunião, Hitler determinou que no futuro haveria um ataque à União Soviética, ordenando à Wehrmacht que elaborasse um plano militar que mais tarde se tornaria a Operação Barbarossa . Poucos meses depois, um militar do exército apontou para Speer uma linha a lápis comum que Hitler havia desenhado no seu globo em Berghof, correndo de norte a sul ao longo dos montes Urais, significando a futura fronteira da esfera de influência da Alemanha com a do Japão.
Hitler também mencionou os Urais em suas conversas de mesa gravadas várias vezes; em uma ocasião, ele conta como outros o questionaram se eram uma fronteira suficientemente a leste para os alemães avançarem. Ele confirmou este objectivo, mas sublinhou que o objectivo principal era "erradicar o bolchevismo ", e que, se necessário, novas campanhas militares seriam realizadas para garanti-lo. Mais tarde, ele afirmou que Joseph Stalin estaria preparado para perder a Rússia europeia se não conseguisse "resolver os seus problemas" e, assim, "arriscasse perder tudo". Ele expressou a sua crença de que seria impossível para Stalin retomar a Europa da Sibéria, comparando-a a si mesmo, hipoteticamente, retomando a Alemanha se fosse expulso para a Eslováquia, e que a invasão alemã da União Soviética que então estava em andamento "provocaria a queda do Império Soviético ".  Em uma discussão com o Ministro das Relações Externas dinamarquês Scavenius no dia 2 de novembro de 1942, o Ministro das Relações Externas alemão Ribbentrop afirmou que os alemães esperavam que a Rússia asiática se dividisse em várias "repúblicas camponesas" inofensivas depois de a Alemanha ocupar as partes europeias do país.
Em 16 de setembro de 1941, Hitler mencionou a Otto Abetz, o embaixador alemão em Paris, que "a nova Rússia até os Urais" se tornaria a Índia da Alemanha, mas que, devido à sua proximidade geográfica com a Alemanha, estava muito mais favoravelmente localizada para os alemães do que a Índia estava para a Grã-Bretanha.
Os Urais eram considerados um objectivo distante do Generalplan Ost, o esquema geral de colonização nazi da Europa Oriental.